# Austrofestuca
Austrofestuca là một chi thực vật có hoa trong họ Hòa thảo (Poaceae).

## Loài
Chi Austrofestuca gồm các loài: